# Duel Masters
A Duel Masters gyerekek számára készült gyűjtögetős kártyajáték, melynek angol nyelvű változatát a Wizard of the Coast adta ki 2004. május 5-én. Szabályaiban, szerkezetében nagyon hasonlít a szintén a Wizard of the Coast által kiadott Magic: The Gathering nevű játékra és a többi 90 és évek végi 2000 és évek eleji gyűjtögetős kártyajátékra. A kártyajáték franchise keretében anime is készült a témában (magyar címe: A párbaj mesterei).

## Szabályok
Négy fajta lap létezik:
- Lények, amelyekkel megidézés után harcolhatunk ellenfeleink ellen; a tapelődésük után
- Evolúciós lények, azok a szörnyek melyek megidézéséhez rá kell idézni egy másik szörnyre a pályáról;
- Vortex evolúciós lények, amelyek megidézéséhez minimum két szörny kell; A vortex  evolúciós lapokra van írva, hogy mi kell a megidézésükhöz.
- Varázslatok, segítségükkel varázslatokat hajthatunk végre amelyek vagy minket erősítenek vagy ellenfeleinket gyengítik (esetleg mindkettőt, vagy mindkettőnket erősítenek, gyengítenek) a varázslatoknak nem kell be tapelődniük, de kijátszás után rögtön a sírkertbe kel küldeni őket.

Lények képességei
-Dupla törő 
-Tripla törők
-Quattro törő
-Wave striker
-Blokkoló
-Stb.....

## A játék felépítése
- Egy mana zóna, ez a játékterület alján van.
- Egy lény zóna, ahol megidézett szörnyeinket gyűjtjük; (játékterület közepe).
- Egy sírkert ahová a játékból kikerült lapokat tesszük; (a húzó a pakli mellett).
- 5 pajzs kártya, amit áttörése után vehetünk a kezünkbe. A lény zóna és a mana zóna közt helyezkedik el. (van olyan képességű kártya is amely képes plusz pajzsokat adni.)

Kezdés: Minden játékos húz 5 lapot a minimum 40 lapból álló saját paklijából.( a sorozatban kihívók johit az elfogadó fél ketudát mond.)  
Aki kezdi a játékot, húz egy lapot a paklijából. A kezéből egy lapot fektethet le a mana zónába. A lapok kijátszásához a saját civilizációjából minimum egy manára van szüksége. A manákat egyszer lehet felhasználni egy körben. Ezek segítségével lényt idézhet meg vagy varázslatot játszhat ki a manáitól függően. A következő körökben a játékosok manájának száma nőhet, így egyre jobb lényeket idézhet le. Egy játékos egyszerre több lényt is leidézhet, ha van rá elég erőforrása. Egyes lényeknek különleges hatása van. A birtokló számára a hátrányos hatásút kötelező, az előnyöst viszont nem muszáj betartani.
Az aktív lénnyel, amivel támadni szeretnénk, azt elfordítjuk. Ekkor bemondjuk, mit kívánunk támadni: lényt, vagy játékost. Lény támadása esetén csak az elfordítottakat (passzívakat) lehet támadni, kivéve ha valami hatás ezen változtat. A csatában a kisebb erőpontú a sírkertbe távozik, döntetlen esetén mindkettő. Ha játékost támadunk és sikeres, akkor az ellenfél elveszít egy pajzs kártyát. Ha az ellenfélnek nincs több pajzs kártyája, akkor ha a másik játékos végső csapást (donoméda) mér az ellenfelére, megnyerte a játszmát.

## Civilizációk
Ötféle civilizáció létezik: Fény, Tűz, Víz, Természet, Sötétség

### Fény
- Előny: sok blokkoló, sok passziváló és aktiválós lap
- 2010-ig megjelent legerősebb lény: Syrius, Firmament Elemental (12000), Aura Pegasus avatar of life (12500)
- Alcadieas, Lord of Spirit (12500)

### Tűz
- Előny: gyors támadás (Bolshack sárkány, peppi pepper)
- Hátrány: Kevés védelem
- 2010-ig megjelent legerősebb lény: Billion-Degree Dragon (15000!)

### Víz
- Előny: Erős képességek lapok, visszahúzatós lapok (Phasma chezar, revolver hal)
- Hátrány: Alkategóriás blokkolók
- 2010-ig megjelent legerősebb lény: King Tsunami (12000)

### Természet
- Előny: Manatermelés (mana krízis, elf-x)
- Hátrány: Nincs Védelem
- 2010-ig megjelent legerősebb lény: Headlong Giant (14000)

### Sötétség
- Előny: Halálos varázslatok, képességek, dobatás (pl: hasfelmetsző orgyilkos, csontpók)
- Hátrány: Sok lapnak negatív a képessége
- 2007-ig megjelent legerősebb lény: Death Cruzer, the Annhilator (13000)

### Kevert lények
Léteznek ma már kevert Civilizációs lények A kevert civilizációs lapok megidézéséhez: kétféle manna közül bármelyik felhasználható.
- Fény-Víz
- Víz-Sötétség
- Sötétség-Tűz
- Tűz-Természet
- Természet-Fény

## Kártya rangok, felismerhetőségük
1. Common (Hétköznapi) – a kártya nem csillog
2. Uncommon (Nem Átlagos) – a kártya nem csillog
3. Rare (Ritka) – a kártya nem csillog, jobb alsó sarokban egy csillag jelzi hogy ritka
4. Very Rare (Nagyon Ritka) – fényvisszaverően csillog, jobb alsó sarokban egy kör benne egy csillaggal jelzi hogy nagyon ritka
5. Super Rare (Szuper Ritka) – fényvisszaverően csillog, négy kocka egy keresztet alkotva melynek közepén nincs semmi (a kártya ritkasági fokozatát jelző szimbólum a kártya sarkában helyezkedik el.